# Front démocratique pour la libération de la Palestine
Le Front démocratique pour la libération de la Palestine (ٱلجَّبْهَة ٱلدِّيمُوقْرَاطِيَّة لِتَحْرِير فِلَسْطِين (al-Jabha al-Dīmūqrāṭiyya li-Taḥrīr Filasṭīn)) est un parti politique et un mouvement armé palestinien d'orientation nationaliste et laïc avec des influences maoïstes. Le nom actuel date de 1974, auparavant, l’organisation s’appelait Front démocratique populaire pour la libération de la Palestine (FDPLP).
Le Front a été fondé en 1968 par Nayef Hawatmeh, se séparant du Front populaire de libération de la Palestine (FPLP). Il maintient une aile paramilitaire appelée les Brigades de résistance nationale. L'objectif déclaré du FDLP est de « créer une Palestine démocratique et populaire, où les Arabes et les Juifs vivraient sans discrimination, un État sans classes ni oppression nationale, un État qui permette aux Arabes et aux Juifs de développer leur culture nationale ».

## Histoire

### Formation du FDLP
En 1969, une scission intervient à l’intérieur du Front populaire de libération de la Palestine (FPLP), un mouvement palestinien d’extrême gauche. Le Front démocratique populaire de libération de la Palestine (FDPLP) est créé.
Le FDPLP a été dirigé par Nayef Hawatmeh, un ancien du Mouvement nationaliste arabe. Nayef Hawatmeh trouvait que le FPLP mené par Georges Habache était trop axé sur la dimension militaire de la lutte, au détriment de ses aspects politiques et sociaux.

### L’idéologie et les débuts du mouvement
En 1969, la faction de gauche du Front populaire de libération de la Palestine (FPLP) s'est séparée pour former le Front démocratique populaire pour la libération de la Palestine (FDPLP). La nouvelle organisation était dirigée par le secrétaire général Nayef Hawatmeh, qui était auparavant le leader du courant maoïste au sein du FPLP. Hawatmeh pensait que le FPLP, sous la direction de Georges Habache, se concentrait trop sur les questions militaires et cherchait donc à faire du FPLP une organisation davantage axée sur le contenu et l'analyse idéologiques.
À son tour, le Front populaire de libération de la Palestine-Commandement général (FPLP-GC), dirigé par Ahmed Jibril, qui s'est séparé du FPLP en 1968, a accordé davantage d'attention à la composante tactique de la lutte armée.
En mai-juin 1969, la Ligue révolutionnaire de gauche et l'Organisation de libération du peuple palestinien rejoignirent le FDPLP. Parmi les organisations paramilitaires du Moyen-Orient, le FDPLP, attiré par une analyse marxiste-léniniste de la situation, a rapidement acquis la réputation d'être l'une des plus intellectuelles. La publication officielle du FDLP est la revue Al-Hurriya (Liberté).
Le FDPLP propose d’organiser le prolétariat et d’œuvrer à la création d’un seul État laïc et sans classes, où les Arabes et les Juifs vivraient à égalité. Appelant alors à une coalition des formations de gauche et à la révolution sociale, il entend combattre d’un même élan l’occupation israélienne et les forces réactionnaires arabes.

### Première période (1970-1974)
Officiellement, le FDPLP a défini son objectif comme « la création d’une Palestine populaire et démocratique dans laquelle les Arabes et les Juifs vivront sans discrimination, un État sans oppression de classe ni d’oppression nationale, la création d’un État qui permettra aux Arabes et aux Juifs de développer leurs propres cultures nationales. »
Initialement, l’orientation politique du FDPLP reposait sur l’idée que les objectifs du peuple palestinien ne pouvaient être atteints que par une révolution des masses et une « guerre populaire ». Cependant, le NDFLP a rapidement dû revenir à un point de vue plus modéré et, tout en continuant à maintenir une position ferme sur la lutte armée, a commencé à élaborer diverses solutions de compromis.
Les événements de septembre 1970 (appelés « Septembre noir »), lorsque les bureaux de la publication Al-Harar, contrôlée par le FDPLP, à Amman furent détruits par l'armée jordanienne, furent un coup dur pour l'organisation.

### Première Intifada et scission (1987-1993)
En 1978, le FDLP se sépare d’Arafat sur plusieurs questions et rejoint le Front du Refus. La participation à ce front se poursuit jusqu'à ce que le débat entre factions au sein de l'OLP soit résolu. Dans cette situation tendue qui a conduit au soulèvement du Fatah en 1983 (pendant la guerre civile libanaise), le FDLP a proposé une médiation pour empêcher la formation d'un groupe rival soutenu par la Syrie et dirigé par Saïd al-Muraghah (Abu Musa) - Fatah al-Intifada. Les efforts du FDLP ont finalement échoué et l’OLP s’est retrouvée mêlée à la guerre civile.

### Processus de guerre et de paix (1973-1987)
Au cours des années 1970, le FDPLP a mené un certain nombre d’attaques contre les Forces de défense israéliennes et contre des civils. Ces attaques consistaient en attentats à la bombe, en attaques à la grenade et en enlèvements, ces derniers étant souvent perpétrés dans le but de négocier un échange de prisonniers avec Israël.
Après la guerre du Kippour, le DPFLP a changé son nom pour devenir le Front démocratique de libération de la Palestine (FDLP). Avec le Fatah et As-Saiqa, le FDLP est devenu partie intégrante de la faction modérée de l'OLP, qui plaidait pour la participation palestinienne au processus de paix israélo-palestinien. Soutenus par l'Égypte et la Syrie, les modérés de l'OLP représentaient ensemble plus de 80 % des fedayin palestiniens et occupaient la majorité au Conseil national palestinien (CNP). Le FDLP, le Fatah et As-Sa'iqa ont soumis une proposition au CNP qui classifiait leurs objectifs : leur objectif stratégique était l'éventuelle indépendance de la Palestine de « l'impérialisme sioniste » ; alors que leur objectif immédiat était de forcer l'État d'Israël à se retirer de la bande de Gaza et de la Cisjordanie, afin d'assurer l'autodétermination du peuple palestinien dans ces territoires. Le CNP a adopté une résolution similaire, appelant à la création d'une Autorité nationale palestinienne en Cisjordanie et à Gaza, tout en refusant également de reconnaître l'État d'Israël. Lors de la réunion du CNP de 1977, le FDLP a exprimé son soutien à la création d'un État indépendant de Palestine sur un territoire contrôlé par l'OLP.
À la fin des années 1990 il est retiré de la liste des organisations considérées comme terroristes par le département d'État des États-Unis « en raison principalement de l'absence d'activité terroriste ». Ibrahim Abou Hijeh, son représentant au Conseil national palestinien, a été emprisonné en 2002 par Israël,.

## Les ailes militaires du Front depuis sa création jusqu'à aujourd'hui

### Forces armées révolutionnaires (1969-1987)
Dès son lancement, le Front a établi son aile combattante, qui s’appelait alors « Forces armées révolutionnaires » en hommage aux Forces armées révolutionnaires vietnamiennes qui ont libéré le Vietnam de l’occupation. Ces forces, ainsi que le reste des formations de guérilla des factions de la résistance palestinienne, ont lancé des opérations militaires jusque dans les années 1980.
Parmi ses opérations les plus marquantes figurent : l'opération Tarshiha, l'opération Ma'alot , l'opération Al-Quds I et II, l'opération Abu Jihad, l'opération Bisan, le bombardement de Nahariya avec des Katyushas, l'opération Héros du camp de Balata, l'opération Jérusalem arabe, l'opération Martyr Muhammad Rasul., Martyrs de Naplouse, Opération Intifada renouvelée, Opération Martyrs du Haram Al-Ibrahimi, Opération Journée internationale d'Al-Quds, Opération Qana Martyrs Group, Opération Martyr Abu Iyad, Opération Shereshov, Opération Martyr Fayza Mafarja, Opération Martyrs de l'État de Palestine.

### Troupes de l'Étoile Rouge
Au cours de la première Intifada, le Front démocratique secret pour l'action armée intérieure a introduit des développements importants et ses opérations ont été annoncées sous le nom de « Forces de l'Étoile rouge » ou Forces de soutien interne (Siyaj) de 1987 jusqu'à la fin de la première Intifada au début des années 1990. Parmi ses opérations en Cisjordanie figurait l’assassinat du rabbin Haim Druckman, l’un des principaux fondateurs du mouvement colonialiste « Gush Emunim », et de son partenaire, Avraham Yoni, l’un des fondateurs de la colonie de Kfar Darom dans la bande de Gaza. Il était l'un des éléments les plus extrémistes, appelant à la reprise de la politique de nettoyage racial par l'expulsion massif des Palestiniens d'Israël et des territoires occupés.

### Brigades de la résistance nationale
Alors que les négociations de Camp David II (juillet 2000) étaient dans l’impasse, la deuxième Intifada palestinienne, « l’Intifada Al-Aqsa », a explosé le 28 septembre 2000.
Dès les premiers jours de son lancement, les circonstances ont fourni à l'Intifada les capacités nécessaires pour adopter toutes les méthodes de lutte contre les forces israéliennes, y compris l'action armée, en réponse aux attaques militaires généralisées lancées par l'armée israélienne contre le quartier général officiel de l'Autorité palestinienne, et contre les communautés résidentielles et les manifestations pacifiques en Cisjordanie et dans la bande de Gaza. Elle a rejoint et reconstruit ses formations militaires en Cisjordanie et dans la bande de Gaza, et cette fois elle a porté un nouveau nom : « Brigades de résistance nationale palestinienne ». Les Brigades de la Résistance nationale palestinienne ont mené des dizaines d'opérations contre les soldats de l'occupation et les Juifs dans les territoires de 1967, et l'une de leurs opérations les plus importantes a été la prise du camp de Jan Or dans la bande de Gaza fin août 2001, lorsque deux hommes armés affiliés à l'aile militaire du front, les « Brigades de résistance nationale », a pris d'assaut le camp et a tué plus de 7 personnes. Des soldats, dont un officier ayant le grade de lieutenant-colonel, et cette opération était la première prise d'assaut des colonies israéliennes dans la bande de Gaza en l'Intifada actuelle, en plus des opérations suicides telles que : La Route vers la Palestine, menée par Muhammad Abu Saqr depuis la bande de Gaza, et la prise d'Alon Moreh, menée par Mahmoud Hanni de Beit Furik (Naplouse) . Izhar, effectué par Ahmed Yasser Saleh d'Asira al-Qibliya (Naplouse), le poste de contrôle de Hamra, effectué par Raafat Bani Odeh de Tammun (Tubas), la région de Hamra, effectué par Zaid Hanani de Beit Furik (Naplouse), Netiv Hatasra, le bloc du Likoud, l'opération de réponse à l'assassinat d' Abu Ali Mustafa , perpétré par Naseem Abu Assi depuis la bande de Gaza, dont la dernière a eu lieu début janvier 2011, tuant un Israélien soldat et en blessant cinq autres à la suite du bombardement par la Phalange d'un groupe de soldats dans la région de Wadi al-Salqa, au sud de la bande de Gaza.
Elles ont également participé à la guerre de Gaza de 2023 aux côtés du Hamas, du Jihad islamique palestinien et du Front populaire de libération de la Palestine dans une opération de grande envergure contre Israël.

## Base de soutien
Le FDLP est principalement actif auprès des Palestiniens en Syrie et au Liban , avec une présence moindre en Cisjordanie et dans la bande de Gaza. Sa branche jordanienne a été transformée en un parti politique distinct, le Parti populaire démocratique jordanien (JDPP ou Hashd), et le FDLP n'y est plus actif sur la scène politique.
Le FDLP attire principalement des Palestiniens ayant un style de vie plus libéral et laïc, ainsi que des chrétiens palestiniens, principalement dans des villes comme Naplouse et Bethléem.
Le parti publie un hebdomadaire dans plusieurs pays arabes, al-Hurriya (Liberté).